# L-SAM
L-SAM (Long-range Surface-to-Air Missile) - південнокорейська багаторівнева система протиракетної оборони, розроблена Агентством розвитку оборони Кореї. За рівнем ефективності перевершує ракети MIM-104 Patriot і КМ-SAM, демонструючи майже подвійну ефективність у порівнянні з вищезгаданими ракетами. Вона має систему гарячого запуску ракети, що відрізняється від КМ-SAM, яка має холодний старт.
Розробка L-SAM Block 1 була офіційно завершена в травні 2024 року і була визнана придатною до бойового застосування Управлінням програми оборонних закупівель.

## Проєктування та розробка
L-SAM був розроблений з метою збиття балістичних ракет, таких як північнокорейські KN-23 і KN-24 на кінцевій стадії. Це буде зенітно-ракетний комплекс верхнього рівня для багаторівневої оборони в рамках проєкту ВПС Республіки Корея «Корейська протиповітряна і протиракетна оборона» (KAMD), який планується з початку 2020-х років, а нижній рівень складатиметься з батарей Patriot PAC-3 і KM-SAM.
Очікується, що система L-SAM використовуватиме два типи перехоплювачів: один протиповітряний, призначений для перехоплення загальних загроз, таких як літаки або крилаті ракети, а інший — проти балістичний. Проти балістична ракета складається з трьох ступенів і використовує систему «hit-to-kill», яка перехоплює цілі за допомогою апарату ураження з інфрачервоними датчиками й можливостями точного управління польотом, а перехоплювач ракет буде здатний перехоплювати ракети на висотах від 40 до 60 км. L-SAM продемонстрував свою здатність до перехоплення, успішно виконавши три з чотирьох випробувань з перехоплення ракет в період з листопада 2022 по червень 2023 року.
Розробка L-SAM Block 1 була завершена в травні 2024 року, а початкове серійне виробництво розпочнеться у 2025 році та буде поставлено на озброєння ВПС Республіки Корея з 2028 року.

### Конфігурація батареї
Батарея L-SAM складається з багатофункціонального радара, центру Управління військами (C2), станції бойового управління і чотирьох пускових установок на вантажівках, по дві кожного типу ракет. Вона використовуватиме встановлений на причепі AESA радар S-діапазону.
- Центр Управління військами: 1
- Станція бойового управління: 1
- Багатофункціональна радіолокаційна станція: 1
- Пускові установки: 4
- Ракети в пусковій установці: 6 (ракети класу «земля-повітря» та проти балістичні ракети)

## Покращення

### L-SAM Block-II
25 квітня 2023 року 153-й Комітет з просування програми оборонних закупівель обговорив і затвердив план розробки нової системи протиракетної оборони з більшою висотою перехоплення, ніж наявна L-SAM, з бюджетом 2,71 трильйона вон до 2027 року. Нова ракетна система, що отримала назву L-SAM 2, включає ракети-перехоплювачі великої висоти та перехоплювач планерної фази (GPI), і, за оцінками, матиме висоту перехоплення 180 км.